# Filsystem
Ett filsystem är ett sätt att ordna ett lagringsutrymme (till exempel en hårddisk) i hanterbara enheter, filer, som oftast är ordnade i en katalogstruktur.

## Några olika filsystem

### Diskfilsystem
- Apple File System ("APFS") – utvecklat av Apple för Mac OS, IOS, iPadOS, tvOS och watchOS
- ext2 – designat för Linux
- ext3 – journalförande vidareutvecklad version av ext2
- ext4 – vidareutvecklad version av ext3
- FAT – används i MS-DOS och Microsoft Windows. Finns i flera varianter, exempelvis FAT12, FAT16 och FAT32
- FFS – standardfilsystem i BSD Unix och AmigaOS
- HAMMER – används av DragonFly BSD
- HFS och HFS+ – används i Mac OS Classic, Mac OS och Mac OS X Server
- HPFS – används i OS/2, kan användas i Windows NT 3.x och 4
- JFS – används i AIX, Linux, eComStation och OS/2
- minix – filsystem som används i Minix
- NTFS – används på Windows NT, Windows 2000, Windows XP, Windows Server 2003, Windows Server 2008, Windows Server 2008 R2, Windows Vista och Windows 7, Windows 8, Windows 10
- ReFS Resilent File System - Utvecklat av Microsoft för att användas under Windows 8
- ReiserFS – journalförande filsystem som används i Linux
- SFS – journalförande filsystem till AmigaOS
- UFS – filsystem för UNIX, används på BSD-system
- WinFS – för framtida användning på Windows-system
- XFS – används på SGI IRIX och GNU/Linux
- ZFS – 128-bitars filsystem som används på operativsystemet Solaris, och kan användas i Mac OS X Server 10.6[1]

### Nätverksfilsystem
- AFS
- Coda
- NFS
- SMB/CIFS

### Speciella filsystem
- AS-HU – Läsa på papper samtidigt som på dator
- CDFS – läsa och skriva på CD-skivor
- devfs – kommunikation mellan kärna och userland i vissa operativsystem
- MVFS – ett specialfilsystem som används för att komma åt filer som ligger i versionshanteringssystemet ClearCase
- procfs – information om status på körande processer i vissa operativsystem